# Внеземной разум

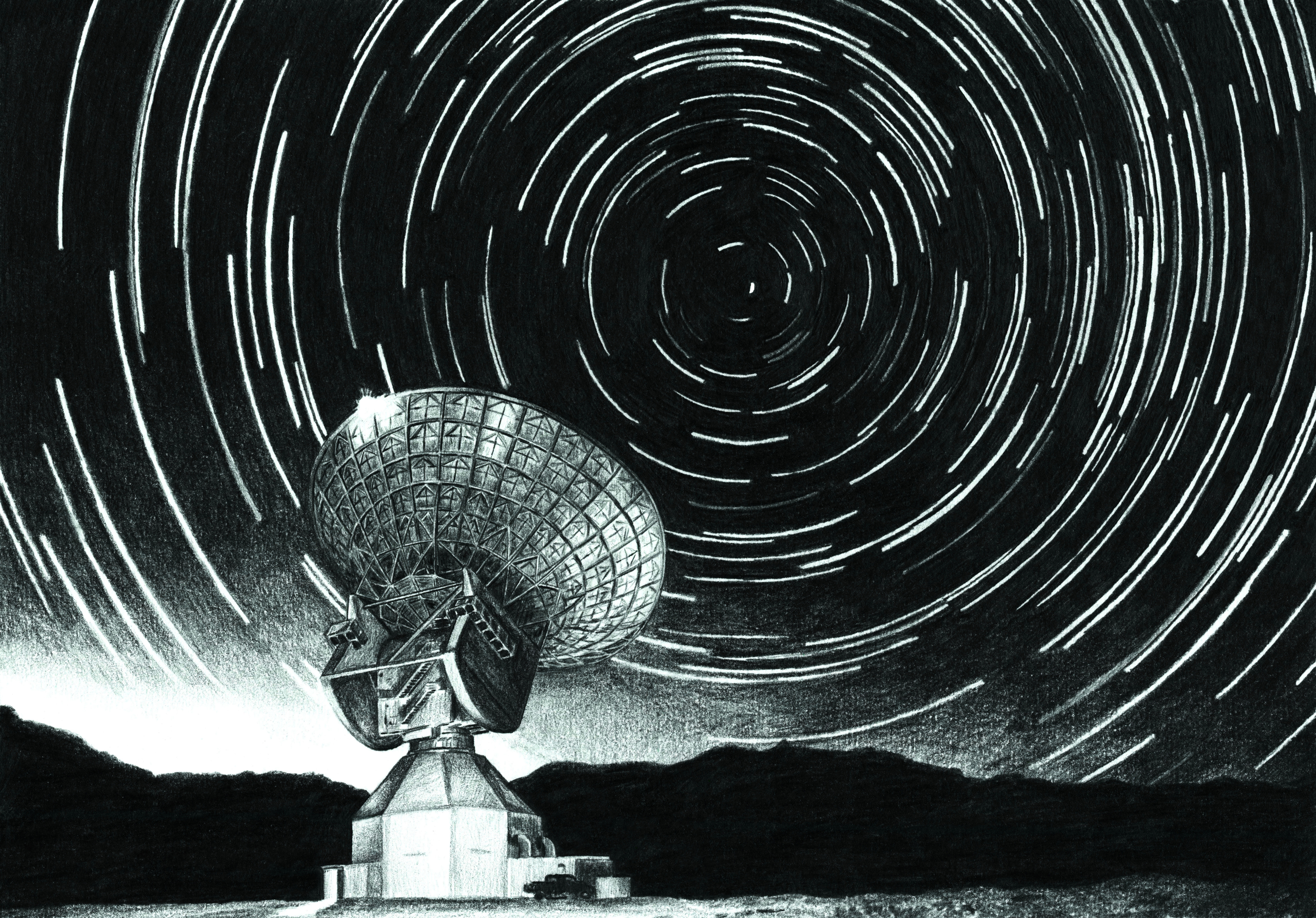
«Простой ответ на элементарное сообщение»

Внеземной разум (англ. Extraterrestrial intelligence, ETI) — гипотетическая разумная форма внеземной жизни.
Вопрос о существовании других обитаемых миров обсуждался с древних времён. Современная форма концепции возникла, когда Коперниковская революция продемонстрировала, что Земля является обычной планетой, вращающейся вокруг Солнца. Идея существования других обитаемых планет или лун стала естественным следствием нового понимания. Эта тема стала одной из самых спекулятивных в науке и является одной из центральных в научной фантастике и популярной культуре.
С середины XX века ведутся активные поиски признаков внеземной жизни. Они включают в себя поиск существующей на настоящее время или существовавшей в прошлом внеземной жизни и более узкий поиск внеземной разумной жизни. Методы поиска связаны в основном с данными, полученными радиотелескопами. Активно ведутся поиски искусственных сигналов из космоса и масштабных технологических сооружений типа сфер Дайсона.
Современная наука не имеет никаких наблюдательных оснований утверждать, что инопланетяне существуют и тем более — присутствуют на Земле; в то же время не существует научных оснований говорить, что жизнь или разум на Земле уникальны и больше во Вселенной их нет. Это предполагаемое противоречие называется парадоксом Ферми.

## Как феномен человеческого сознания

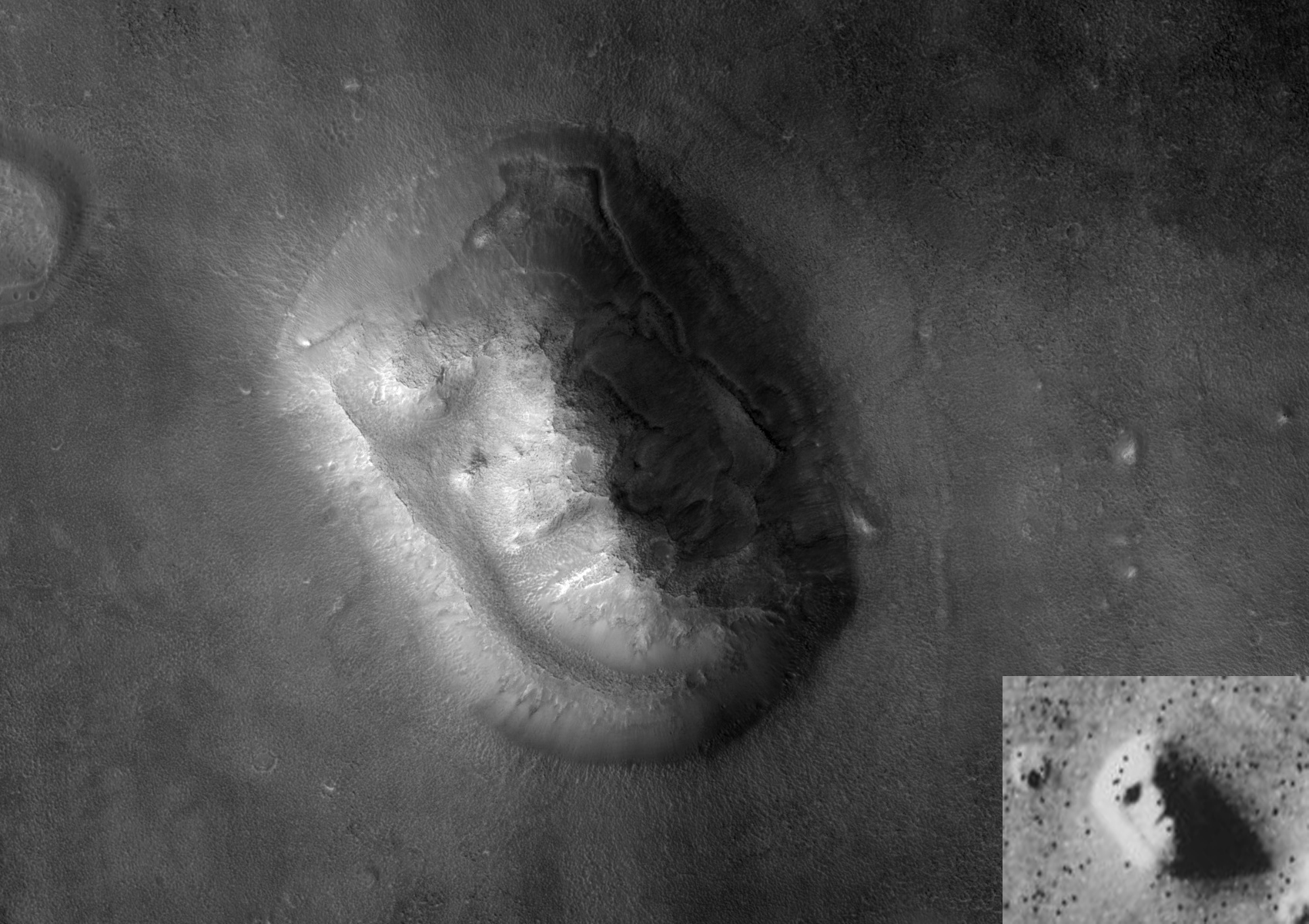
«Лицо на Марсе» (справа внизу), оказавшееся иллюзией, что показала более детальная съёмка

Философ и зоолог Н. Н. Страхов в статье «Жители планет» 1861 года отмечал родство в человеческом сознании веры в существование богов, духов с одной стороны и разумных существ на других планетах с другой:

Не заключается ли в жизни такое глубокое содержание, что она не может ограничиться теми формами, в которых проявляется на Земле, что она должна в равных, или даже лучших формах обнаруживаться на других светилах? Может быть, жизнь даже совершенно неисчерпаема, так что сколько бы ни было звёзд и планет, для неё всё будет мало, и никогда не успеет выразиться во всей своей полноте? Такое понимание жизни, такое желание представлять себе иную жизнь — вот, без сомнения, главное основание, по которому мы населяем планеты жителями… Если прежде из того же стремления родились олимпийские боги, или духи подземные, водные и воздушные, то ныне, когда более точные исследования доказали отсутствие этих существ в указанных местах, мы, сообразуясь с научными открытиями, нашли, что эта иная, не наша жизнь, вместо Олимпа, воздуха и воды, может поместиться на других планетах.
Длительное время в культуре сохраняются архаические мифологические представления, не отделяющие человека от других существ, в первую очередь мифологических, которые осмысляются по образцу человека. По мнению антрополога и исследователя мифологии В. В. Иванова, повторением аналогичного «очеловечивания» представлений о чуждой среде являются современные образы гипотетических человекоподобных представителей внеземного разума и внеземных цивилизаций, существующие в дискуссиях и фантастических произведениях.

## Вероятность существования
Принцип Коперника обобщён на релятивистскую концепцию, согласно которой люди не являются привилегированными наблюдателями вселенной. Многие выдающиеся учёные, в том числе Стивен Хокинг, предположили, что из-за огромного масштаба Вселенной маловероятно, чтобы разумная жизнь не появилась в другом месте. Тем не менее, парадокс Ферми подчеркивает очевидное противоречие между высокими оценками вероятности существования внеземной цивилизации и отсутствием у человечества контакта с такими цивилизациями в настоящем и прошлом или доказательств подобного контакта в прошлом.
Шкала Кардашева — это умозрительный метод измерения уровня технологического прогресса цивилизации, основанный на количестве энергии, которое цивилизация может использовать.
Уравнение Дрейка — вероятностный аргумент, используемый для оценки числа активных, коммуникативных внеземных цивилизаций в галактике Млечный Путь.
Советский астроном И. С. Шкловский в своей книге «Вселенная, жизнь, разум» обосновывает чрезвычайно низкую вероятность одновременного существования человечества и другой похожей высокоразвитой цивилизации.

## Поиски
В течение нескольких десятилетий проводился поиск сигналов от внеземного разума, без каких-либо убедительных результатов. Active SETI (Активный поиск внеземного разума) — это попытка отправить сообщения разумной внеземной жизни. Активные сообщения SETI обычно отправляются в виде радиосигналов. Физические сообщения, подобные сообщениям «Пионера», также могут считаться активным сообщением SETI.
Связь с внеземным разумом (CETI) — это ветвь поиска внеземного разума, которая фокусируется на составлении и расшифровке сообщений, которые теоретически могут быть поняты другой технологической цивилизацией. Самым известным экспериментом CETI было Послание Аресибо 1974 года, составленное Фрэнком Дрейком и Карлом Саганом. Существует множество независимых организаций и частных лиц, занимающихся исследованиями CETI.
Позиция правительства США заключается в том, что «шансы на контакт с внеземным разумом чрезвычайно малы, учитывая соответствующие расстояния».

## Потенциальное культурное влияние
Потенциальное влияние на человечество контакта с внеземным разумом может быть различным, в зависимости от уровня технического прогресса внеземной цивилизации, степени доброжелательности или недоброжелательности, уровня взаимопонимания. Последствия внеземного контакта, особенно с технологически превосходящей цивилизацией, часто сравнивают со встречей двух разных человеческих культур, историческим прецедентом которой является Колумбов обмен. Такие встречи, как правило, приводят к разрушению цивилизации, стоящей на более низкой ступени технического развития, и, следовательно, уничтожение человеческой цивилизации является возможным исходом контакта с внеземным разумом. Существует предположение, что попытки поиска разумной внеземной жизни и установления контакта с ней может указать на местоположение Земли, что сделает возможным вторжение на Землю.